# Callao (region)
Callao er en region i det centrale Peru og grænser til Lima-provinsen mod øst, nord og syd og Stillehavet mod vest og er landets mindste region. Hovedbyen hedder også Callao.
12°01′12″S 77°05′53″V / 12.02°S 77.098°V